# Кухня Занзибара
Занзибарская кухня — это смесь различных кулинарных традиций, которая включает в себя арабскую, португальскую, индийскую, британскую и даже китайскую кухни. Кухня Занзибара отражает несколько разнонародных влияний, как следствие мультикультурного и многоэтнического характера наследия Занзибара и Суахили.

## История формирования занзибарской кухни
Первыми жителями Занзибара были народы банту, пришедшие с материка Танганьика. Они состояли в основном из рыбаков, а их рацион, таким образом, состоял в основном из морепродуктов, например, таких как тунец, макрель, омары, кальмары, осьминоги и устрицы. Другие ингредиенты и рецепты, привезённые банту, которые можно найти в современной Занзибарской кухне (некоторые из которых получили широкое распространение во время европейского колониализма) — это обычные бобы, сладкий картофель, чипсы маниока и ямс.
В IX веке оманцы, йеменцы и персы начали колонизацию побережья Суахили, включая архипелаг Занзибар. Они принесли новые блюда и ингредиенты, в первую очередь специи, кокосовый орех, манго, цитрусовые и рис. Один из самых распространённых занзибарских рецептов, ясно отражающих его арабское происхождение — плов из риса, кокосовых орехов и специй.
Между XV и XVI веками португальцы быстро завоевали большую часть побережья, в том числе Занзибар. Основным португальским влиянием на занзибарскую кухню было введение тех продуктов питания, которые стали основными на Занзибаре, а именно маниока, кукурузы и ананаса.
В 1651 году португальцы уступили контроль над Занзибаром Оманскому султанату. Оманцы принесли новые специи и усилили торговые отношения между Занзибаром и Индией; как следствие, индийские рецепты, такие как чатни, масала, бирьяни, карри, рыбные пироги и самоса, попали в Занзибар. Большинство рецептов иностранного происхождения были адаптированы к ингредиентам, которые были доступны на острове, что породило во многом оригинальную кухню «фьюжн».
Примерно в начале XX века большая часть Африканского района Великих озёр была колонизирована немцами и англичанами. Они не смешивались с местным населением так, как это делали арабы, персы и индийцы, чьё влияние на Занзибарскую кухню менее очевидно; тем не менее, некоторые очень распространённые занзибарские рецепты, такие как перцовый стейк, можно в целом определить как рецепты европейского происхождения.

## Как повлиял Китай?

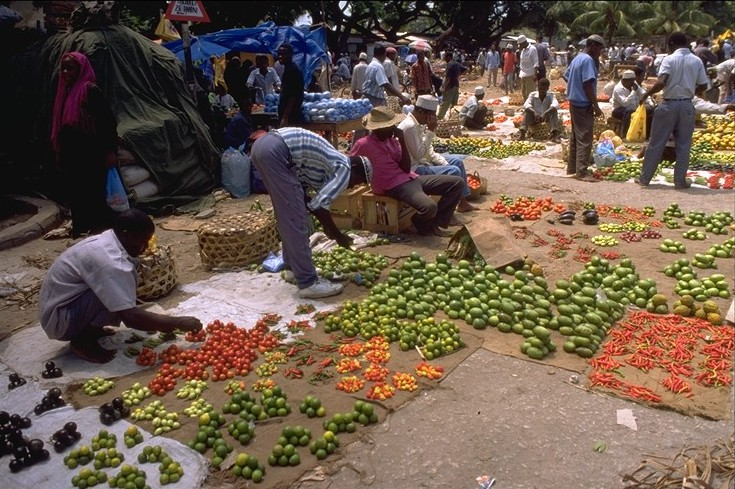
Овощной и продовольственный рынок Каменный город

После приобретения независимости Танзания установила прочные отношения с Китаем, что несомненно оказало немалое влияние на будущее занзибарской кухни. Китайские врачи, инженеры и военные консультанты прибыли на Занзибар. Хотя лишь небольшая часть современного населения Занзибара имеет китайское происхождение. Некоторые рецепты и ингредиенты, такие как соевый соус, стали обычным явлением на острове.

## Блюда занзибарской кухни

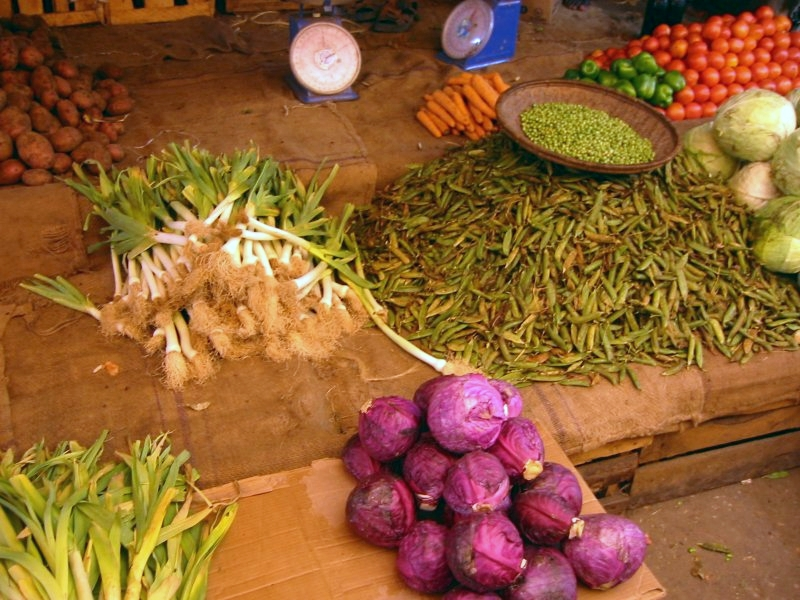
Лавка специй на рынке каменного города Занзибара.

Ниже приведены семь примеров изысканных занзибарских блюд:

### 1. Сорпотель
Сорпотель — это рецепт португальско-индийского (гоанского) происхождения, состоящий из смеси варёного мяса; на Занзибаре это блюдо включает язык, сердце и печень. Его готовят с масалой (смесью специй, похожих на карри), а также с тамариндом и уксусом.

### 2. Пряный пирог
Пряный пирог — типичный десерт в занзибарской кухне. Он сделан из теста со смесью корицы, гвоздики, мускатного ореха и шоколада.

### 3. Боко-боко
Боко-боко — это разновидность тушёного мяса, приготовленного из кукурузы, имбиря, перца чили, помидоров и лука.

### 4. Финиковый и ореховый хлеб
Хлеб, приготовленный с лесными орехами и финиками, а также яйцами и ванилью, является самой традиционной едой для празднования конца Рамадана.

### 5. Мясо для плова
Мясо для плова обычно готовят из гусиного (иногда телячьего или коровьего) мяса, смешанного с картофелем, луком, специями, кокосовым молоком и рисом.

### 6. Перченая акула (pepper shark)
Акула — один из самых традиционных видов занзибарских морепродуктов; её готовят с перцем и другими специями.

### 7. «Кокосовый» осьминог (pweza wa nazi)
Pweza wa nazi (что означает «осьминог и кокос» на суахили) — это осьминог, сваренный в кокосовом молоке, смешанном с карри, корицей, кардамоном, чесноком и лаймом.